# Estação Tulhskaia
Tulhskaia (em russo:  Тульская) é uma das estações da linha Serpukhovsko-Timiriasevskaia (Linha 9) do Metro de Moscovo, na Rússia. Estação «Tulhskaia» está localizada entre as estações «Nagatinskaia» e «Serpukhovskaia».